# 朱祚增
朱祚增（1609年5月11日—1642年），字拙修，四川嘉定州人，崇禎十三年庚辰科進士。

## 生平
天啟四年甲子科第三名舉人，崇禎十三年（1640年）庚辰科詩一房會試第20名進士，殿試三甲22名，禮部觀政。官襄陽府推官，崇禎十五年李賊自成破襄陽，不屈，舉家死于難。